# Birlenbach

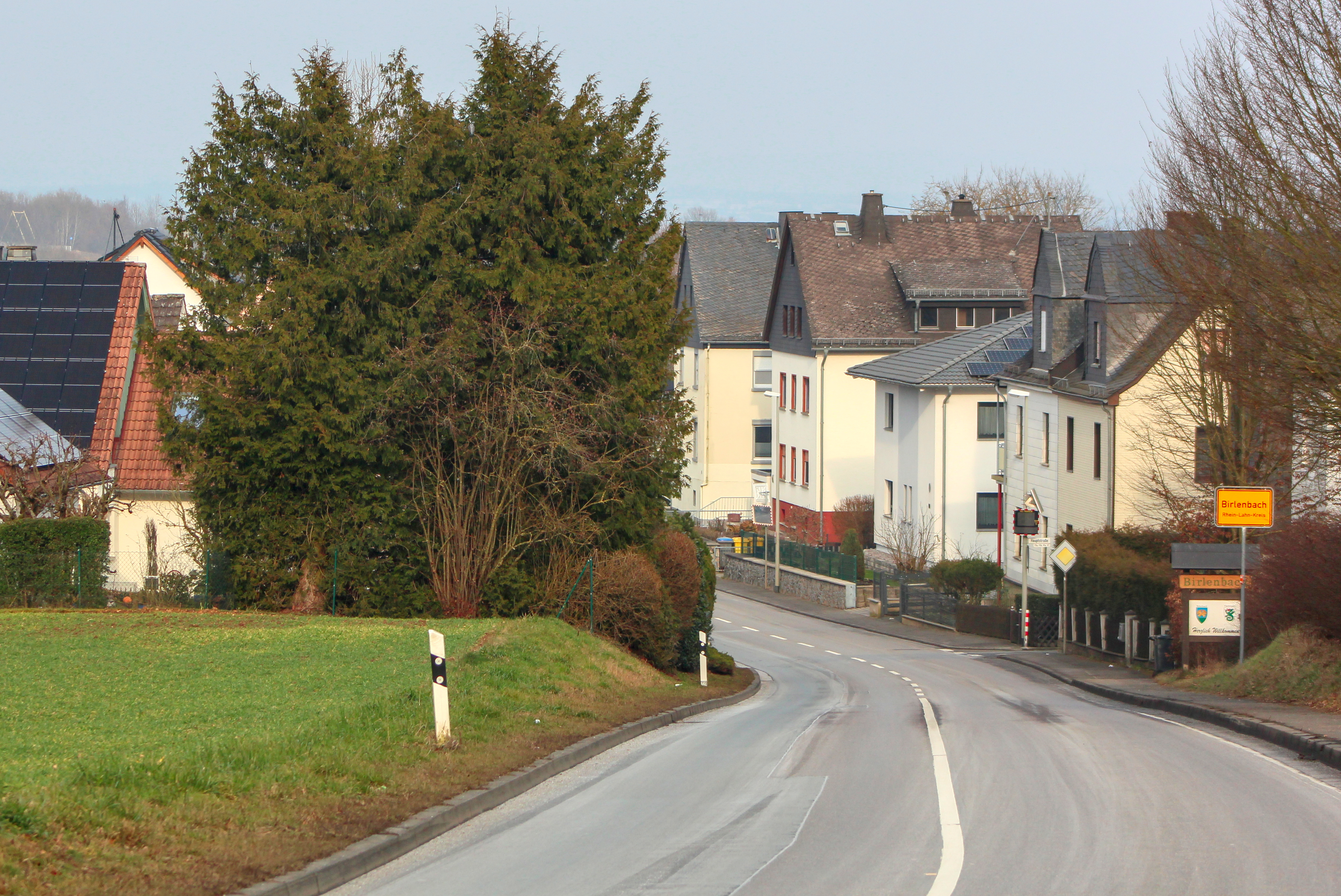
Ansicht von Birlenbach

Birlenbach ist eine Ortsgemeinde im Rhein-Lahn-Kreis in Rheinland-Pfalz. Sie gehört der Verbandsgemeinde Diez an.

## Geographie

### Nachbargemeinden
Nachbargemeinden sind Balduinstein, Diez, Altendiez, Schaumburg, Schönborn.

### Gemeindegliederung
Birlenbach besteht aus den Ortsteilen Birlenbach und Fachingen, die schon seit dem Mittelalter zusammengehören.

## Geschichte
Die erste Erwähnung der Ortschaften Birlenbach und Fachingen war 1255 als Berlenbach und Vachungen.
Bereits aus der Hallstattzeit um 800 bis 500 v. Chr., der späten Eisenzeit, gibt es Gräber in der Nähe von Braunstein- und Eisenerzvorkommen, was einen Erzabbau zu dieser Zeit vermuten lässt.
Seit 1742 wird die Heilwasserquelle Staatl. Fachingen gefasst und genutzt.
Ab 1806 war der Ort Teil des Herzogtums Nassau, das 1866 von Preußen annektiert wurde. Seit 1946 ist der Ort Teil des Landes Rheinland-Pfalz.
Vor 1826 mussten die Kinder von Birlenbach die Schule in Freiendiez besuchen. Eine Schule in Birlenbach wurde am 15. Dezember 1826 eingeweiht, das Schulgebäude wurde 1980 aufgrund des schlechten Bauzustands abgebrochen. An selber Stelle entstand daraufhin das Gemeindezentrum Freiherr-vom-Stein-Haus.
Der verkehrstechnische Anschluss geschah durch die Schiffbarmachung der Lahn bis Gießen und den Bau der Lahntalbahn mit der Fertigstellung 1863.
Bis zum Zweiten Weltkrieg wurde Eisenerz in dem 1856 aufgelassenen Stollen abgebaut; der Hauptstollen ragte bis 1500 m in den Berg. Die Kalksteinbrüche wurden 1973 geschlossen und 1980 unter Naturschutz gestellt.
Die Einwohnerschaft von Birlenbach und Fachingen zusammen entwickelte sich im 19. und 20. Jahrhundert wie folgt: 1843: 774 Einwohner, 1927: 929 Einwohner, 1964: 1172 Einwohner.

## Religion
Birlenbach ist der römisch-katholischen Pfarrei Herz-Jesu in Diez zugeordnet und gehört mit ihr zum Pastoralen Raum Diez, welcher selbst wiederum dem Bezirk Limburg im Bistum Limburg eingegliedert ist.
Auf evangelischer Seite ist der Ort der Stiftskirchengemeinde Diez im Dekanat Nassauer Land in der Propstei Rheinhessen-Nassauer Land der Evangelischen Kirche in Hessen und Nassau (EKHN) zugehörig.

## Politik

### Gemeinderat
Der Gemeinderat in Birlenbach besteht aus 16 Ratsmitgliedern, die bei der Kommunalwahl am 9. Juni 2024 in einer personalisierten Verhältniswahl gewählt wurden, und dem ehrenamtlichen Ortsbürgermeister als Vorsitzendem.
Die Sitzverteilung im Gemeinderat:
| Wahl | SPD | WG1 * | WG2 ** | Gesamt   |
| ---- | --- | ----- | ------ | -------- |
| 2024 | 4   | 6     | 6      | 16 Sitze |
| 2019 | 5   | 11    | –      | 16 Sitze |
| 2014 | 5   | 11    | –      | 16 Sitze |
| 2009 | 5   | 9     | 2      | 16 Sitze |
| 2004 | 5   | 9     | 2      | 16 Sitze |

### Bürgermeister
Thorsten Riedel wurde am 16. Juli 2024 Ortsbürgermeister von Birlenbach. Bei der Direktwahl am 9. Juni 2024 hatte er sich mit 59,8 % der Stimmen gegen eine weitere Kandidatin durchgesetzt. Nach der Wahl erhob diese Kandidatin Einspruch gegen die Wahl, da die Berufsbezeichnung des Wahlsiegers auf den Stimmzetteln ihrer Meinung nach nicht korrekt war. Die Klage blieb vor dem Verwaltungsgericht Koblenz jedoch erfolglos.
Riedels Vorgänger Georg Klein war bei der Direktwahl am 26. Mai 2019 mit einem Stimmenanteil von 82,82 % gewählt worden und damit Nachfolger von Dieter Hörle. Zur Kommunalwahl 2024 trat Klein nicht mehr an.

## Wappen
Blasonierung: „Auf grünem Rasenschildfußrand in Blau zwei gekreuzte, gebundene, siebenährige goldene Korngarben, den oberen Schildrand berührend.“

## Wirtschaft und Infrastruktur
Die Heilwasserquelle Staatlich Fachingen ist mit 26 % Marktanteil (2004) die bedeutendste in Deutschland.

### Bildung
In der Gemeinde Birlenbach besteht eine Grundschule, die 1955 gebaut wurde, und ein Kindergarten. Das Einzugsgebiet der Grundschule in Birlenbach sind die Gemeinden Birlenbach, Steinsberg und Wasenbach.

### Verkehr
Birlenbach ist durch den im Ortsteil Fachingen liegenden Bahnhof Fachingen (Lahn) an die Regionalbahnlinie RB 23 Lahn-Eifel-Bahn (Limburg–Diez–Nassau–Bad Ems–Koblenz–Andernach–Mendig–Mayen Ost) der DB Regio Mitte angeschlossen, an welchem die Züge nach dem Rheinland-Pfalz-Takt täglich circa einmal pro Stunde je Richtung verkehren.
Aufgrund der Lage des Ortes im Rhein-Lahn-Kreis gilt der Tarif des Verkehrsverbunds Rhein-Mosel (VRM).

## In Birlenbach geboren
- Karl Rieser (1902–1957), Handelslehrer und Politiker, Abgeordneter des Hessischen Landtags
- Karl Ohl (1904–1977), Landwirt, NSDAP-Kreisleiter und Landtagsabgeordneter